# Erwinia carotovora
La pata negra (Erwinia carotovora) es una especie de bacterias de la familia Erwiniaceae. Toda las especies del género Erwinia son patógenas de plantas. Presenta 3 subespecies: Erwinia carotovora subsp. carotovora ocurre generalmente en climas calurosos Erwinia carotovora  subsp. atroseptica en climas fríos y E. chrysanthemi sólo en climas calientes.

## Pierna negra y pudrición blanda del tubérculo de papa
La "pierna negra" en las plantas de papa y la "pudrición blanda" en sus tubérculos son enfermedades ampliamente diseminadas y especialmente dañinas en los climas húmedos. 

### Síntomas
La pierna negra puede aparecer en cualquier etapa del desarrollo de la
planta cuando la humedad es excesiva. A menudo, lesiones negras y mucilaginosas van ascendiendo por el tallo desde un tubérculo-semilla con pudrición blanda. Los tubérculos nuevos se pudren a veces en el extremo del estolón. Las plantas jóvenes son generalmente enanas y
erectas. Pueden darse el amarillamiento y el enrollamiento ascendente de los foliolos, seguidos a menudo por el marchitamiento y la muerte de la planta.
Las bacterias de la pudrición blanda pueden infectar las lenticelas si la superficie
de los tubérculos está húmeda, produciendo zonas circulares cóncavas desde donde la pudrición blanda puede expandirse rápidamente durante el transporte o el almacenamiento de los tubérculos.
En el campo o durante el almacenamiento, la pudrición blanda empieza muchas veces en lesiones del tubérculo causadas por manipulación mecánica o por enfermedades o plagas. Los tejidos afectados se vuelven húmedos, de color entre crema y castaño, y blandos y es fácil separarlos del tejido sano.

### Control
Evitar la siembra en suelos húmedos y no regar demasiado. Cosechar los tubérculos cuando estén maduros, manipularlos suavemente y no dejarlos expuestos al sol. Los tubérculos no deben tener rastros de humedad exterior antes de ser almacenados o transportados. Algunas variedades son más resistentes que otras.